# 慶安寺 (杉並区)
慶安寺（けいあんじ）は、東京都杉並区にある曹洞宗の寺院。

## 概要
1627年（寛永4年）、高山全得によって開山された。開基は然通堯廓である。
元々は江戸池之端七軒町（現・東京都台東区池之端）にあり、当寺から眺める寛永寺の紅葉が絶景であったことから「紅葉寺」と呼ばれていた。阿部忠秋以降、明治になるまで阿部家 (豊後守家)の保護を受けてきた。
しかし、不忍池に近いことから湿気が多く、建物が傷み易かったことから1913年（大正2年）に現在地に移転した。

## 墓所
- 前野良沢（蘭学者）

かつては、良沢の遺品も保存されていたが、1945年（昭和20年）の空襲で焼失した。

## 交通アクセス
- 地下鉄丸ノ内線新高円寺駅より徒歩4分。
- 高円寺駅・中野駅よりバス（関東バス・京王バス）「大法寺前」下車